# Twelve Angry Men (drama)
|  | Per a altres significats, vegeu «12 Angry Men». |

Twelve Angry Men (dotze homes enfadats, traducció del seu títol original en anglès) és una obra dramàtica de l'autor nord-americà Reginald Rose, escrita inicialment per a la televisió, i que fou posteriorment adaptada al cinema i al teatre.

## Història de la producció
Es va estrenar als Estats Units, el 20 de setembre de 1954 a l'espai Studio One de la cadena de televisió CBS. Un any més tard, l'autor va adaptar l'obra per a la seva interpretació sobre els escenaris. Finalment, en 1957 es va rodar una pel·lícula amb el mateix títol, dirigida per Sidney Lumet.

## Argument
El drama representa un jurat obligat a considerar un judici per homicidi. Al principi, tenen una decisió gairebé unànime de culpabilitat, amb un únic dissident de no culpable, que al llarg de l'obra sembra la llavor del dubte raonable. La història comença després que els al·legats finals han estat presentats en el cas de l'homicidi. Igual que en la majoria dels casos penals dels Estats Units, els dotze homes han d'adoptar la seva decisió per unanimitat sobre un veredicte de "culpable" o "no culpable". La persona imputada és un jove acusat d'assassinar al seu propi pare. Al jurat se li indica a més que un veredicte de culpabilitat comportarà necessàriament una sentència de mort. Els dotze passen a la sala del jurat, on comencen a familiaritzar-se amb les seves respectives personalitats. Al llarg de les seves deliberacions, no es diuen pel seu propi nom, sinó pel nombre adjudicat. Diversos dels membres del jurat tenen diferents raons per mantenir prejudicis en contra de l'imputat: la seva raça, el seu origen, i la conflictiva relació entre un membre del jurat i el seu propi fill.

## Personatges
- Jurat núm. 1: 40 anys, president d'un jurat les dubtes no acaba de comprendre, encara que finalment canvia el seu vot a "no culpable".
- Jurat núm. 2: 35 anys, empleat de banca, no participa gaire en la discussió i no s'atreveix a exposar els seus veritables pensaments. Confia en el poder judicial; convençut per alguns dels elements descrits en el debat, canvia d'opinió amb força rapidesa.
- Jurat núm. 3: 50 anys, propietari d'una petita companyia de trenta-set treballadors. El seu odi cap a l'acusat és tal que és l'últim en mantenir-se en el vot de "culpable".
- Jurat núm. 4: 35-40 anys, corredor de borsa, seriós i reconcentrat, es basa només en els fets, que són a priori en contra de l'acusat. Per tant, manté el seu vot de culpable durant molt de temps, tot i que finalment també canvia.
- Jurat núm. 5: 25 anys, a l'atur, que va créixer a la mateixa zona que l'acusat i creu ser l'únic a entendre les circumstàncies atenuants, prenent l'assumpte de forma molt personal. El seu vot de "no culpable" és dels primers.
- Jurat núm. 6: 40 anys, pintor de professió. Malgrat la seva màxima de "pensar... jo no hi estic acostumat", reflexiona molt sobre aquest cas perquè, a diferència del jurat núm. 10, no té la sensació d'estar perdent el temps.
- Jurat núm. 7: 50 anys, representant de comerç, està convençut de la culpabilitat i desconfia dels intel·lectuals. Res canviarà la seva posició, i finalment vota "no culpable" sense aparent convicció per poder anar-se'n a casa a veure el partit de beisbol, però en el fons és perquè vol aparentar poca serietat i. li costa fer públic aquest canvi.
- Jurat núm. 8: 52 anys, arquitecte, és el primer a votar "no culpable", despertant l'ombra del dubte entre la resta. Desmunta un a un els arguments de l'acusació i aconsegueix revertir la tendència, per obtenir la unanimitat de "no culpable".
- Jurat núm. 9: 73 anys, jubilat. És comprensiu i està molt atent a tots els arguments. Per això atén les raons del Jurat núm. 8 i aconsegueix convèncer alguns dels altres membres del jurat.
- Jurat núm. 10: 40-50 anys, mecànic. El canvi de tendència li exaspera perquè vol acabar d'una vegada ràpidament. Sota la pressió d'aquells que ja han canviat el sentit del seu vot, finalment confessa que el racisme és la causa de la seva posició.
- Jurat núm. 11: 55 anys, rellotger originari d'Europa de l'Est, víctima dels prejudicis racials dels membres del jurat núm. 3, núm. 7 i núm. 10, mostra la seva solidaritat amb l'acusat.
- Jurat núm. 12: 30 anys, publicista, canvia la votació tres vegades, seguint els arguments dels diferents intervinents.

## Televisió
Dirigit per Franklin Schaffner i produït per Felix Jackson, l'episodi va ser emès per la CBS el 20 de setembre de 1954, amb el següent repartiment:
- Norman Fell – Jurat N.º 1
- John Beal – Jurat N.º 2
- Franchot Tone – Jurat N.º 3
- Walter Abel – Jurat N.º 4
- Lee Philips – Jurat N.º 5
- Bart Burns – Jurat N.º 6
- Paul Hartman – Jurat N.º 7
- Robert Cummings – Jurat N.º 8
- Joseph Sweeney – Jurat N.º 9
- Edward Arnold – Jurat N.º 10
- George Voskovec – Jurat N.º 11
- Larkin Ford - Jurat N.º 12

Sweeney i Voskovec van repetir personatge en la pel·lícula de 1957.

### Doce hombres sin piedad a Televisió espanyola
A Espanya, se n'han realitzat dues versions per a la televisió. La primera data de 1961, i es va emetre a l'espai Gran Teatre, de TVE, comptant amb el següent elenc: Ramiro Benito (Jurat N.º 1), Fernando d'Anguita (Jurat N.º 2), José Bódalo (Jurat N.º 3), Ángel Menéndez (Jurat N.º 4), Alfonso Gallardo (Jurat N.º 5), Manuel Torremocha (Jurat N.º 6), Joaquín Escola (Jurat N.º 7), Jesús Puente (Jurat N.º 8), Antonio Moreno (Jurat N.º 9), José Calvo (Jurat N.º 10), Mario Moreno (Jurat N.º 11) i Ignacio de Paúl (Jurat N.º 12).
La segona i més recordada es va emetre a l'espai Estudio 1, de TVE el 16 de març de 1973. Va estar dirigida per Gustavo Pérez Puig i interpretada per un gran elenc dels actors del moment: Jesús Puente (Jurat N.º 1), Pedro Osinaga (Jurat N.º 2), José Bódalo (Jurat N.º 3), Luis Prendes (Jurat N.º 4), Manuel Alexandre (Jurat N.º 5), Antonio Casal (Jurat N.º 6), Sancho Gracia, (Jurat N.º 7), José María Rodero (Jurat N.º 8), Carlos Lemos (Jurat N.º 9), Ismael Merlo (Jurat N.º 10), Fernando Delgado (Jurat N.º 11), Rafael Alonso (Jurat N.º 12), Roberto Cruz (veu del Jutge) i José Luis Lespe (agutzil).

## Representacions teatrals
- Queen's Theatre, Londres, 1963.[2]
  - Intèrprets: Leo Genn, Walter Fitzgerald, Robert Urquhart, Arnold Ridley, Barry Lowe.
- Bristol Old Vic, Bristol, Regne Unit, 1996.[3]
  - Director: Harold Pinter.
  - Intèrprets: Stuart Rayner (Jurat N.º1, Foreman), Kevin Dignam (Jurat N.º2), Tony Haygarth (Jurat N.º3), Timothy West (Jurat N.º4), Maurice Kaufmann (Jurat N.º5), Matt Ferren (Jurat N.º6), Tim Healy (Jurat N.º7), Kevin Whately (Jurat N.º8), Peter Vaughan (Jurat N.º10), Robert East (Jurat N.º11), Christopher Somin (Jurat N.º12), Joshua Losey (agutzil), I. G. Marshall, (Veu del jutge).
- Teatre Fígaro, Madrid, 2001.
  - Director: Ángel García Moreno .
  - Intèrprets: Juan José Otegui, Alberto Delgado, Fernando Delgado, Juan Gea, Alfredo Alba, Enrique Simón, Manuel Zarzo, José Pedro Carrión, Pablo Sanz, José María Escuer, Conrado San Martín, Tony Isbert, Paco Paredes.
- American Airlines Theatre, Broadway, Nova York, 2004.[4]
  - Director: Scott Ellis.
  - Intèrprets: Mark Blum (Jurat N.º 1), Kevin Geer (Jurat N.º 2), Philip Bosco (Jurat N.º 3), James Rebhorn (Jurat N.º 4), Michael Mastro (Jurat N.º 5), Robert Clohessy (Jurat N.º 6), John Pankow (Jurat N.º 7), Boyd Gaines (Jurat N.º 8), Tom Aldredge (Jurat N.º 9), Peter Friedman (Jurat N.º 10), Larry Bryggman (Jurat N.º 11), Adam Trese (Jurat N.º 12), Matte Osian (agutzil), Robert Prosky (Veu del jutge).
- Athenaeum Theater, Melbourne, 2004.[4]
  - Intèrprets: Peter Phelps, Rob Meldrum, George Kapiniaris, Shane Bourne, Nicholas Papademetriou, Aaron Blabey, Marcus Graham, Henri Szeps, Alex Menglet i Russell Fletcher.
- L. A. Theatre Works, Los Angeles, 2007.[5]
  - Director: John de Lancie.
  - Intèrprets: Dan Castellaneta, Jeffrey Donovan, Hector Elizondo, Robert Foxworth, James Gleason, Kevin Kilner, Richard Kind, Alan Mandell, Rob Nagle, Armin Shimerman, Joe Spano, Steve Vinovich.
- Théâtre de Paris, 2009. (Douze hommes en colère).
  - Adaptació: André Obey.
  - Intèrprets: Michel Leeb, Alain Doutey, Pierre Santini.

## Cinema
Existeixen diverses versions cinematogràfiques:
- 12 Angry Men (1957), de Sidney Lumet.
- 12 Angry Men (1997), de William Friedkin.
- 12 (2007), versió lliure de Nikita Mijalkov.